# Wallenfels

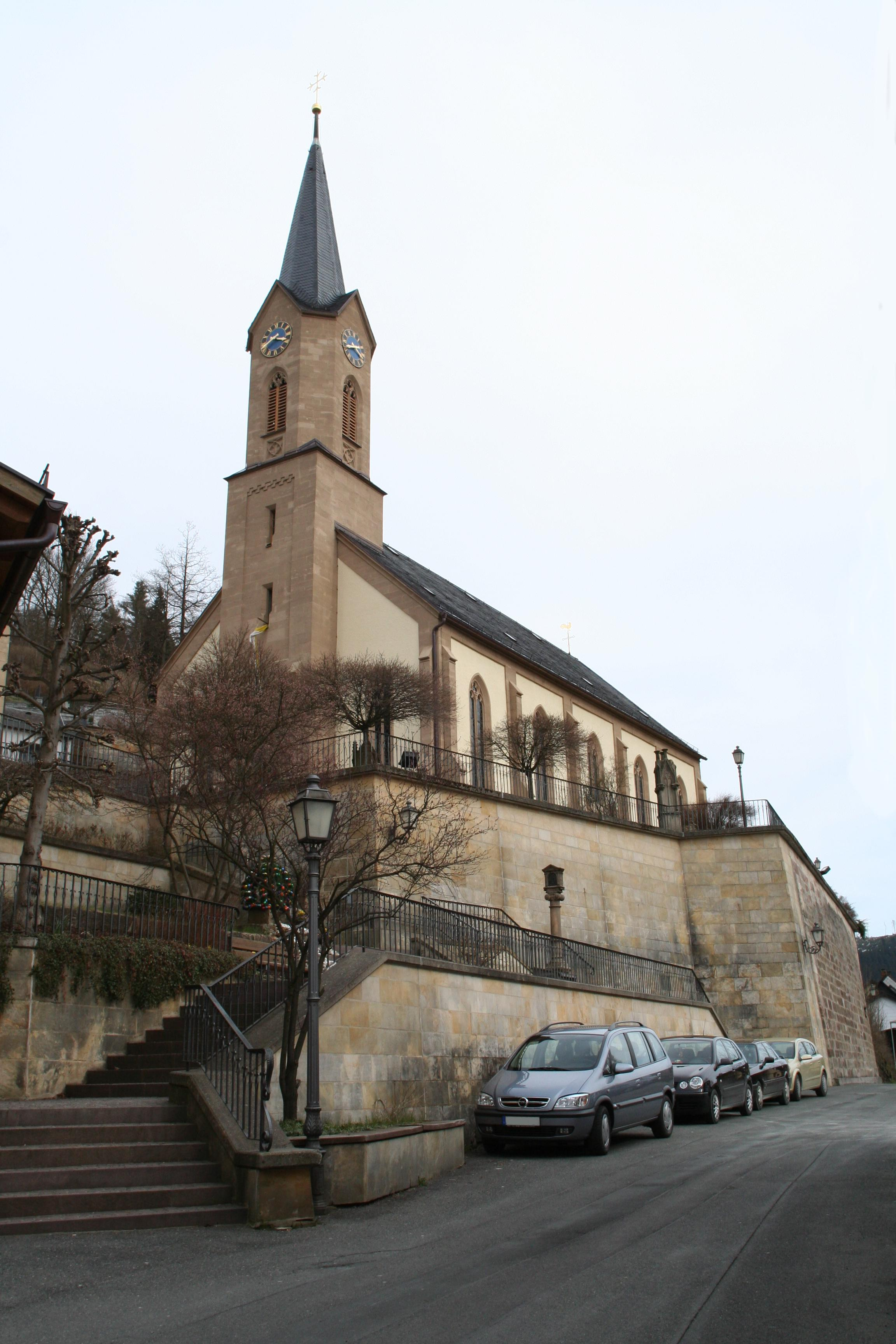
Katholische Pfarrkirche St. Thomas

Wallenfels (ⓘ) ist eine Stadt im Osten des oberfränkischen Landkreises Kronach in Bayern. Sie ist Teil der Region Oberes Rodachtal, ein staatlich anerkannter Erholungsort und vor allem durch die Flößerei bekannt.

## Geographie

### Geographische Lage
Wallenfels liegt im Naturpark Frankenwald im Tal der Wilden Rodach etwa 13 Kilometer östlich der Kreisstadt Kronach und gehört zur Planungsregion Oberfranken-West. Die höchste Erhebung im Gemeindegebiet ist der Geuserberg mit 708 m ü. NHN.

### Gemeindegliederung
Es gibt 23 Gemeindeteile (in Klammern ist der Siedlungstyp angegeben):
- Berghaus (Weiler)
- Dörnach (Weiler)
- Forstloh (Einöde)
- Geuser (Weiler)
- Hammer (Einöde)
- Kleinthiemitz (Weiler)
- Neuengrün (Kirchdorf)
- Neumühle (Einöde)
- Oberwellesmühle (Einöde)
- Schindelthal (Weiler)
- Schmölz (Einöde)
- Schnaid (hintere) (Dorf)
- Schnaid (mittlere) (Kirchdorf)
- Schnaid (vordere) (Dorf)
- Schnappenhammer (Dorf)
- Stumpfenschneidmühle (Einöde)
- Thiemitz (Einöde)
- Unterwellesmühle (Weiler)
- Voglerei (Einöde)
- Wallenfels (Hauptort)
- Wellesbach (Siedlung)
- Wellesberg (Weiler)
- Wolfersgrün (Kirchdorf)

Ehemalige Gemeindeteile sind Lorchenmühle, die mittlerweile zum Gemeindeteil Schnaid (hintere) zählt, und Engelhardsgrün, Fallenhalsmühle, Heckenberg, Leutnitzhof und Schopfenmühle, die allesamt devastiert sind.

### Klima
Das Gemeindegebiet liegt klimatisch im Übergangsbereich zwischen Mittelgebirgs- und kontinental getöntem Klima. Die Temperaturunterschiede werden durch den hohen Waldanteil (über 80 %) gedämpft.

## Geschichte
Wallenfels gehörte ab 1195 zum Hochstift Bamberg. 1248 wurde es als „Waldenvels“ in einer Urkunde des Pfalzgrafen Otto I. erstmals urkundlich erwähnt (siehe auch Adelsgeschlecht Waldenfels). Der Ortsname lässt sich auf einen Burgnamen zurückführen, dessen Bestimmungswort der Personenname „Waldo“ ist. Im 16. Jahrhundert war der Personenname nicht mehr geläufig, so dass es zur Umdeutung „Wald“ kam (siehe #Wappen).
Ab 1300 wurde Waldenfels, das Markt- und Braurechte besaß, ein selbständiges bischöfliches Amt, etwa zur selben Zeit wurde die auch heute noch betriebene Flößerei auf der Wilden Rodach erstmals erwähnt. 1507 verlor der Ort seine Selbständigkeit und wurde Kronach unterstellt, 1525 wurde die Burg Waldenfels bei Bauernaufständen vollständig zerstört. Im Jahr 1541 erhielt der Markt Waldenfels von Karl V. ein eigenes Wappen verliehen. Im Zweiten Markgrafenkrieg wurden die Kirche und der Markt durch Brandstiftung zerstört. Am 4. Februar 1588 bekam Waldenfels infolge der Erneuerung der Marktrechte erstmals das Stadtrecht verliehen.
Im Dreißigjährigen Krieg überfielen die Schweden 1634 Waldenfels und brannten es nieder. Nach dem Dreißigjährigen Krieg begann die Namensänderung zu Wallenfels. Bis ins 18. Jahrhundert wurden in Urkunden beide Schreibweisen verwendet, danach setzte sich der Name Wallenfels durch.
Gegen Ende des 18. Jahrhunderts gab es in Wallenfels 165 bewohnte Anwesen (4 Halbhöfe, 12 Güter, 7 halbe Güter, 1 Dreiachtelgut, 2 Viertelgüter, 9 Sölden, 6 halbe Sölden, 1 Drittelsölde, 4 Viertelsölden, 2 Achtelsölden, 3 Tropfhäuser, 97 Häuser, 4 halbe Häuser, 3 Mahlmühlen, 8 Schneidmühlen) und zu der Zeit 6 unbewohnte Anwesen (1 Halbhof, 1 Gut, 2 Halbgüter, 2 halbe Sölden). Das Hochgericht übte das bambergische Centamt Wallenfels aus. Die Dorf- und Gemeindeherrschaft sowie die Grundherrschaft über alle Anwesen übte das Vogteiamt Wallenfels aus. Außerdem gab es noch ein Amtshaus, ein Forsthaus, eine Pfarrkirche, ein Pfarrhof, ein Schulhaus, ein Armen- und Gemeindehaus, ein Bräuhaus, ein Fronveste.
Mit dem Reichsdeputationshauptschluss von 1803 kam der Ort zu Bayern. Mit dem Gemeindeedikt wurde 1808 der Steuerdistrikt Wallenfels gebildet, zu dem Fallenhalsmühle, Hammer, Heckenberg, Kirchbühl, Leutnitzhof, Lorchenmühle, Neuengrün, Neumühle, Oberwellesmühle, Schindelthal, Schnaid (hintere), Schnaid (mittlere), Schnaid (vordere), Schnappenhammer, Schopfenmühle, Stumpfenschneidmühle, Unterwellesmühle, Wellesberg und Wolfersgrün gehörten. 1818 entstand die Ruralgemeinde Wallenfels, zu der Fallenhalsmühle, Hammer, Leutnitzhof, Neumühle, Schopfenmühle und Stumpfenschneidmühle gehörten. Sie war in Verwaltung und Gerichtsbarkeit dem Landgericht Kronach zugeordnet und in der Finanzverwaltung dem Rentamt Kronach (1919 in Finanzamt Kronach umbenannt). In der ersten Hälfte des 19. Jahrhunderts wurde auf dem Gemeindegebiet Schmölz gegründet. Ab 1862 gehörte Wallenfels zum Bezirksamt Kronach (1939 in Landkreis Kronach umbenannt). Die Gerichtsbarkeit blieb beim Landgericht Kronach (1879 in Amtsgericht Kronach umbenannt). Die Gemeinde hatte ursprünglich eine Fläche von 13,600 km²., die sich vor 1928 auf 13,421 km² verringerte. In der ersten Hälfte des 20. Jahrhunderts wurde auf dem Gemeindegebiet Wellesbach gegründet.
Ende des 19. Jahrhunderts gab es im Ortsbereich sechs Sägemühlen: die Felsenschneidmühle, die Angerschneidmühle, die Bergschneidmühle, die Stöckerschneidmühle, die Klingerschneidmühle und die Gemeindeschneidmühle. 1900 bekam Wallenfels mit der Rodachtalbahn einen Bahnanschluss, 1976 wurde die Strecke stillgelegt. In den Jahren 1909 bis 1915 wurde die Wilde Rodach aus Gründen des Hochwasserschutzes aus dem Ort an den südlichen Rand des Tales verlegt. Dabei entstanden die Obere und die Untere Schleuse mit jeweils über etwa 70 Meter langen Floßgassen.
Bei Nachforschungen zur Ortsgeschichte zu Beginn der 1950er Jahre wurde anhand von Urkunden festgestellt, dass Wallenfels einst den Namen Waldenfels trug und bereits Stadtrechte besessen hatte, diese aus nicht klar nachvollziehbaren Gründen im Laufe der Zeit jedoch wieder verlor. Der Marktgemeinderat verfasste deshalb Anfang Februar 1954 einen Antrag an das bayerische Innenministerium, in dem die erneute Verleihung der Stadtrechte und eine Namensänderung zur historischen Schreibweise gefordert wurde. Während die Wallenfelser Bevölkerung die Namensänderung im Rahmen einer Bürgerversammlung im Februar 1954 noch mehrheitlich begrüßte, änderte sich die öffentliche Meinung im Laufe der folgenden Wochen. Dies hatte unter anderem wohl praktische Gründe, da die Namensänderung die Anpassung zahlreicher Verwaltungsdaten, Briefköpfe etc. erforderlich gemacht hätte. Der Marktgemeinderat zog den Antrag auf Ortsnamensänderung daraufhin wieder zurück. Die Stadtrechte wurden Wallenfels am 14. August 1954 durch den damaligen bayerischen Innenminister Wilhelm Hoegner erneut verliehen.
Im September 1994 wurde das Rathaus der Stadt Wallenfels durch Brandstiftung massiv beschädigt.
Am 14. Oktober 2004 wurde die Ortsumgehung der B 173 eröffnet.
Am 12. November 2015 erlangte Wallenfels traurige Bekanntheit in den internationalen Medien durch den Fund von acht Babyleichen in einem Anwesen in der Stadtmitte. Tagelang wurde der Ort von internationalen Medienvertretern belagert.
Ende September 2022 war Wallenfels wieder in den nationalen Medien präsent, nachdem der jahrzehntelange sexuelle Missbrauch durch einen hier tätigen katholischen Priester öffentlich wurde.

### Religionen
Die Einwohner von Wallenfels sind überwiegend katholisch. Im Stadtgebiet gibt es vier katholische Gotteshäuser. Die evangelische Pfarrgemeinde Unterrodach-Wallenfels unterhält in Wallenfels einen Betsaal für evangelische Christen.

### Eingemeindungen
Folgende Gemeinden wurden im Zuge der Gebietsreform in Bayern in die Stadt Wallenfels eingegliedert:
| Ehemalige Gemeinde | Einwohner (2014) | Einwohner (1970) | Datum der Eingemeindung | Anmerkung                                                                |
| ------------------ | ---------------- | ---------------- | ----------------------- | ------------------------------------------------------------------------ |
| Wallenfels         | 2159             | 2864             |                         |                                                                          |
| Geuser             | 38               | 64               | 01.07.1972              | ohne den Ort Haid, der nach Reichenbach kam                              |
| Neuengrün          | 137              | 180              | 01.07.1971              | Wellesberg mit Ober- und Unterwellesmühle am 1. April 1951 eingegliedert |
| Wolfersgrün        | 215              | 286              | 01.07.1972              | Wellesberg mit Ober- und Unterwellesmühle am 31. März 1951 ausgegliedert |
| Schnaid            | 312              | 519              | 01.01.1972              |                                                                          |

### Einwohnerentwicklung
In den 1970er Jahren wurde der Höchststand von über 4000 Einwohnern erreicht. Seitdem ist die Einwohnerzahl aufgrund des demografischen Wandels und von Abwanderungen teilweise stark zurückgegangen und hat sich seit den 1970er Jahren um 35 % verringert. In den letzten Jahren konnte der Rückgang durch verschiedene Maßnahmen gebremst werden. Mittelfristig geht man von 2500 Einwohnern aus.
Gemeinde Wallenfels
| Jahr | Einwohner | Häuser | Quelle |
| ---- | --------- | ------ | ------ |
| 1840 | 1396      |        | [ 17 ] |
| 1852 | 1616      |        | [ 17 ] |
| 1855 | 1602      |        | [ 17 ] |
| 1861 | 1534      |        | [ 18 ] |
| 1867 | 1550      |        | [ 19 ] |
| 1871 | 1630      | 220    | [ 20 ] |
| 1875 | 1711      |        | [ 21 ] |
| 1880 | 1771      |        | [ 22 ] |
| 1885 | 1682      | 243    | [ 10 ] |
| 1890 | 1556      | 236    | [ 23 ] |
| 1895 | 1591      |        | [ 17 ] |
| 1900 | 1667      | 262    | [ 24 ] |
| 1905 | 1735      |        | [ 17 ] |
| 1910 | 1822      |        | [ 25 ] |

| Jahr | Einwohner | Häuser | Quelle |
| ---- | --------- | ------ | ------ |
| 1919 | 1831      |        | [ 17 ] |
| 1925 | 2077      | 332    | [ 11 ] |
| 1933 | 2216      |        | [ 17 ] |
| 1939 | 2243      |        | [ 17 ] |
| 1946 | 2791      |        | [ 17 ] |
| 1950 | 2841      | 438    | [ 26 ] |
| 1952 | 2806      |        | [ 17 ] |
| 1961 | 2586      | 502    | [ 27 ] |
| 1970 | 2854      |        | [ 28 ] |
| 1987 | 3459      | 932    | [ 29 ] |
| 2008 | 2968      |        | [ 30 ] |
| 2015 | 2783      | 922    | [ 31 ] |
| 2018 | 2657      | 924    | [ 31 ] |

Ort Wallenfels
| Jahr      | 1818  | 1861   | 1871   | 1885   | 1900   | 1925   | 1950   | 1961   | 1970   | 1987   | 2015   |
| Einwohner | 922   | 1493   | 1581   | 1648   | 1630   | 2019   | 2788   | 2536   | 2825   | 2533   | 2159 * |
| Häuser    | 158   |        |        | 237    | 256    | 322    | 429    | 492    |        | 666    |        |
| Quelle    | [ 9 ] | [ 18 ] | [ 20 ] | [ 10 ] | [ 24 ] | [ 11 ] | [ 26 ] | [ 27 ] | [ 28 ] | [ 29 ] | [ 32 ] |

## Politik

### Stadtrat
Der Stadtrat hat 15 Mitglieder einschließlich des hauptamtlichen Ersten Bürgermeisters. Die Sitze sind wie folgt verteilt:

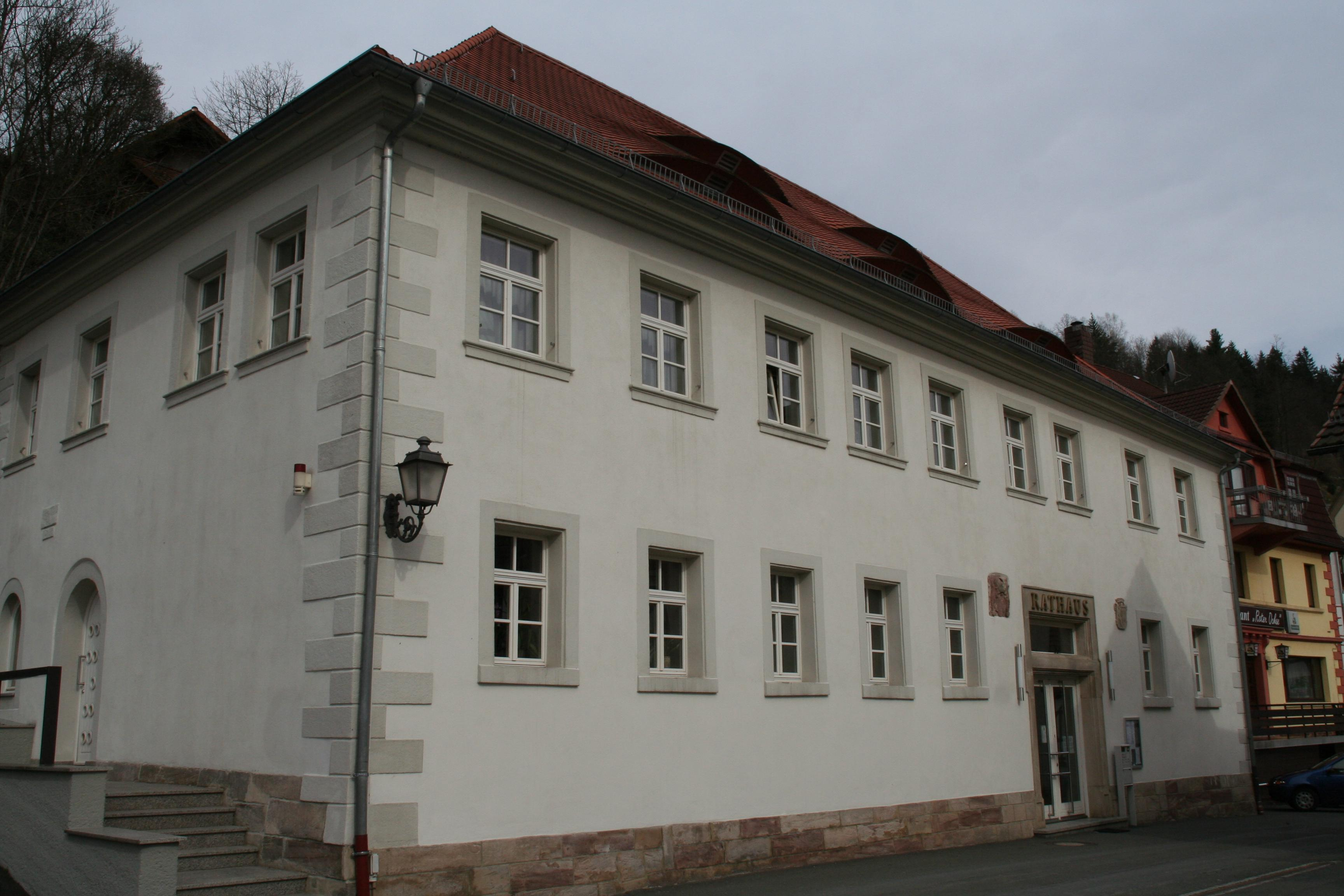
Rathaus

| Partei / Liste | Sitze 2002 | Sitze 2008 1 | Sitze 2014 2 | Sitze 2020 3 |
| -------------- | ---------- | ------------ | ------------ | ------------ |
| CSU            | 5          | 7            | 10 *         | 8 *          |
| SPD            | 4          | 3            | 3            | 3            |
| FW             | 8 *        | 7 *          | 4            | 4            |
| Gesamt         | 17         | 17           | 17           | 15           |

Ab dem Jahr 2020 hat der Stadtrat wegen des Einwohnerrückganges nur noch 14 Mitglieder zuzüglich des Ersten Bürgermeisters.

### Bürgermeister
- 1978–1996: Manfred Nürnberger (CSU)
- 1996–2014: Peter Hänel (Freie Wähler)
- seit 2014: Jens Korn (CSU)

### Wappen
| Wappen von Wallenfels | Blasonierung: „Gespalten von Gold und Silber; vorne ein mit einer silbernen Schrägleiste überdeckter, rot bewehrter schwarzer Löwe; hinten auf dreiteiligem silbernen Felsenberg nebeneinander drei grüne Laubbäume.“ |
| Wappen von Wallenfels | Wappenbegründung: Die Bäume auf den Felsen in der hinteren Schildhälfte stehen redend für den Ortsnamen, der bis in das 18. Jahrhundert Waldenfels hieß. Der Bamberger Löwe in der vorderen Schildhälfte erinnert an die Landeshoheit des Bistums Bamberg. In Siegeln aus dem 17. Jahrhundert sind die beiden Schildhälften vertauscht. Kaiser Karl V. verlieh dem damaligen Markt 1541 das Wappen. Als Wallenfels mit dem Gemeindeedikt von 1818 zur Ruralgemeinde degradiert wurde, musste es die Siegelführung aufgeben. Im Zusammenhang mit der Stadterhebung im Jahr 1954 nahm Wallenfels das Wappen in der Form von 1541 wieder an. |

## Kultur und Sehenswürdigkeiten

### Städtepartnerschaften
- England: Seit 1984 ist die englische Stadt Bingham bei Nottingham Partnerstadt von Wallenfels. Zur Förderung der Städtepartnerschaft wurde 1985 der Verein Förderkreis Bingham-Wallenfels e. V. gegründet; gegenseitige Besuche finden regelmäßig statt.

### Musikvereine
- Musikverein Wallenfels e. V.
- Wallenfelser Blasmusik e. V.
- Blasmusik Neuengrün/Schlegelshaid e. V.

### Tourismus
Von Mai bis September finden alljährlich Floßfahrten auf der Wilden Rodach statt, zu denen an den Wochenenden zwischen 500 und 1000 Gäste kommen. Bei der Wallenfelser Kirchweih Ende Juli wird die Nachtfackelfloßfahrt Rodach in Flammen mit tausenden Besuchern durchgeführt. Zur dauerhaften Sicherung dieser Touristenattraktion ist ein größeres Staubecken im Bereich des Stadtteils Schnappenhammer geplant.
Das beschilderte Wanderwegenetz des Wanderzentrums Wallenfels eignet sich für Touren unterschiedlicher Schwierigkeitsgrade. Es gibt die Lehrpfade Geopfad am Silberberg und Lamitzpfad bei Schnappenhammer. Wallenfels ist Teil des Nordic-Walking-Zentrums Oberes Rodachtal.
Durch das Wallenfelser Stadtgebiet verläuft der Frankenweg sowie der Fränkische Marienweg.

### Bauwerke
- Hammerschneidmühle an der Wilden Rodach; 1997 generalüberholt, ist seitdem wieder als Sägemühle in Betrieb
- Schlossbergkapelle auf dem Schloßberg mit Kreuzweggang
- Stadtpfarrkirche St. Thomas
- Historische Schleusenbauwerke an der Wilden Rodach aus der Zeit der Flößerei (obere und untere Schleuse in Wallenfels)

### Sport
An Sport- und Freizeiteinrichtungen gibt es Tennis- und Fußballplätze, eine Skate-Anlage, ein beheiztes Freibad mit Beachvolleyballfeld, einen Camping- und Zeltplatz, einen Bolzplatz, ausgeschilderte Mountainbike- und Nordic-Walking-Strecken und für Radfahrer und Inline-Skater ein ausgedehntes Radwegenetz.
Sportvereine
- FC Wallenfels
- SV Wolfersgrün/Neuengrün
- Tennisverein Wallenfels
- TTC Wallenfels
- Schützengesellschaft Wallenfels

### Regelmäßige Veranstaltungen
- Feierabendmarkt, jeden 1. und 3. Donnerstag im Monat
- Am Faschingsdienstag findet alljährlich der Wallenfelser Faschingsumzug statt.
- Büttenabende in der Faschingszeit
- Ostermarkt
- Fronleichnamsprozession mit der Schwedenfahne und dem Soldatenzug sowie die Flurumgangsprozession
- Schützen- und Volksfest im Juni
- Wallenfelser Kirchweih mit Rodach in Flammen am letzten Juli-Wochenende
- Weihnachtsmarkt am ersten Adventswochenende

## Wirtschaft und Infrastruktur

### Wirtschaft
Die Wirtschaft ist geprägt von der Holzindustrie. In Wallenfels gibt es vier größere Sägewerke und neben einigen mittelständischen Industriebetrieben vor allem kleine bzw. mittelständische Handwerks- und Dienstleistungsbetriebe. Alle Einrichtungen der Nahversorgung einschließlich Discounter und Tankstelle sind vorhanden. Größter Arbeitgeber mit zirka 120 Mitarbeitern in verschiedenen Einrichtungen ist Caritas.

### Verkehr
Individualverkehr
Wallenfels wird in Ost-West-Richtung von der stark befahrenen und überregional bedeutsamen B 173 verkehrsmäßig erschlossen. Während die Bundesstraße jahrzehntelang durch den Stadtkern führte und insbesondere der Schwerlastverkehr im Zuge der deutschen Einheit sich zu einer massiven Belastung der Bevölkerung im engen Talgrund entwickelte, wurde unter großem technischen Aufwand in den Jahren 2001 bis 2004 eine Ortsumgehung gebaut. Die nächste Anschlussstelle zur Bundesautobahn 9 ist zirka 20 Kilometer entfernt.
Die Kreisstraße KC 31/KU 34 führt zur B 173 (1,2 km westlich) bzw. an Geuser vorbei zur Kreisstraße KU 24 bei Altenreuth (3,6 km südlich). Ein Anliegerweg führt über Hammer nach Dörnach (1,8 km südwestlich).
Öffentlicher Verkehr
Die Anbindung an die Rodachtalbahn über den Bahnhof Wallenfels bei Erlabrück besteht für den Personenverkehr seit dem 30. Mai 1976 nicht mehr. Der Güterverkehr auf dieser Strecke wurde 1989 eingestellt. In diesem Bereich wurden die Gleise 2005 abgebaut und die Trasse bis Steinwiesen als Radweg ausgebaut. Der folgende Abschnitt bis Nordhalben wird als Strecke für die Museumsbahn der Eisenbahnfreunde Rodachtalbahn genutzt.
Regelmäßige Busverbindungen im Nahverkehr bestehen nach Kronach, Nordhalben sowie nach Bad Steben und Hof (DB-Frankenbus und RegioBus Kronach).

## Bildung
- Bildungszentrum Wallenfels (städtische Grundschule, katholischer Kindergarten, katholische Kinderkrippe, Caritas-Kinderhort, städtische Musikschule, städtische Bücherei, Sporthalle, Leichtathletik- und Mehrzweckaußensportanlagen mit Flutlicht, Verkehrserziehungsplatz, Caritas Fortbildungszentrum)
- Außenstelle der Volkshochschule Kreis Kronach
- Ökologische Außenstation der Universität Bayreuth

Mittelfristig soll Wallenfels im Rahmen des Projektes „Hochschulregion Landkreis Kronach“ auch Hochschulstandort werden. Möglich sind Studiengänge im Bereich Medizin/ehealth und Forst.

## Söhne und Töchter der Stadt
- Manfred Eger (1927–2016), Journalist, Schriftsteller und Museumsleiter
- Margarete Götz (* 1951), Pädagogin und Hochschullehrerin
- Lorenz-Günther Köstner (* 1952), Fußballspieler und -trainer
- Wolfgang Müller (* 1955), Skilangläufer und Teilnehmer an den Olympischen Winterspielen 1980 in Lake Placid
- Matthias Ring (* 1963), seit 2009 Bischof der Alt-Katholischen Kirche in Deutschland

## Sonstiges
Im Mai 1962 übernahm die Stadt Wallenfels die Patenschaft für das Stück- und Schwergutfrachtschiff Wallenfels der Hansa-Linie in Bremen.